# Llibre del Repartiment de Mallorca
O Llibre de Repartiment de Mallorca ("Livro da repartição de Maiorca") é um livro de registro onde os escribas do rei Jaime I de Aragão anotavam as promessas de doação de propriedades após a conquista. O livro registra meticulosamente as doações de casas ou terrenos feitas por Jaime I aos nobres aragoneses, catalães e outros, que participaram na conquista de Maiorca. Evidentemente, os bens foram desapropriados aos muçulmanos que naquela altura habitavam a ilha de Maiorca.
Este livro conserva-se no "Arquivo do reino de Maiorca", na cidade de Palma, e na realidade consta de dois volumes: um bilingue em latim e árabe, e outro em catalão.
As cidades com maior participação na empresa foram Barcelona e Marselha, a primeira com um total de 877 cavalarias e a segunda com 636, seguidas da Ordem dos Templários, que obteve 525.